# Джеймси
«Джеймси» (англ. Jamesy Boy) — американская биографическая криминальная драма 2014 года режиссёра Тревора Уайта по сценарию Уайта и Лейна Шаджетта. В фильме снимались Спенсер Лофранко, Мэри-Луиз Паркер, Винг Рэймс, Таисса Фармига и Джеймс Вудс. В нём рассказывается правдивая история бывшего заключённого Джеймса Бёрнса. В США премьера фильма состоялась 3 января 2014 года в формате видео по запросу и 17 января ограниченным тиражом компанией Phase 4 Films.

## Сюжет
В восемнадцать лет Джеймс Бёрнс попадает в тюрьму за продажу оружия и хранение наркотиков. Тремя годами ранее его мать Трейси пытается записать его в школу, но ему отказывают из-за его судимости и недавнего пребывания в колонии для несовершеннолетних. Однажды ночью Джеймс встречает Кристал и Дрю после того, как они обворовали круглосуточный магазин, и у них завязывается дружба. Кристал рассказывает Джеймсу о Роке, гангстере, на которого они работают, и предлагает ему встретиться с ним. Узнав, что Джеймс снова ввязался в тёмные дела, Трейси пытается вмешаться, но сын ссорится с ней на этой почве и говорит, что не планирует ходить в школу. Джеймс снимает электронный браслет с лодыжки и уходит из дома после комендантского часа.
Джеймс знакомится с Роком и становится его водителем во время вооружённого ограбления. Однако Рок и его напарник Дрю попадают в засаду, но Джеймс пробирается внутрь и спасает их. Впечатлённый, Рок принимает Джеймса в свою банду. Кристал соблазняет Джеймса, который вскоре знакомится с Сарой, робкой кассиршей, чей отец владеет местным мини-маркетом. Джеймс и Дрю врываются в офис в стриптиз-клубе, чтобы вернуть долг Рока, но всё идёт наперекосяк, когда их избивают вышибалы. На стоянке Джеймс вскрывает машину и крадёт спортивную сумку, полную оружия. Рок в ярости и требует, чтобы Джеймс исправил свою ошибку. Джеймс и Кристал ссорятся, и он бросает её.
Тем временем Джеймс завязывает отношения с Сарой. Он пытается покинуть банду Рока, но сначала тот заставляет его продать оружие, а потом он может уйти. Джеймс и Дрю встречаются с другой бандой, чтобы продать оружие, но обмен идёт не по плану, что приводит к перестрелке. Джеймс и Дрю успевают убежать до того, как прибывает полиция. Джеймс бежит в дом Сары и говорит ей собрать вещи, чтобы они могли сбежать вместе, но она отказывается. Вскоре после этого полиция арестовывает Джеймса.
В тюрьме Джеймс наживает врага в лице Гильермо, который нападает на нового заключённого, Криса Сезарио. Позже банда Гильермо пытается зарезать Джеймса в душе, но во время схватки вместо него получает ножевое ранение Крис. Джеймсу снятся кошмары из-за этого инцидента, и он занимается поэзией, чтобы заблокировать тюремный быт. Джеймс пытается подружиться с пожизненным заключённым по имени Конрад, но получает отказ. Обеспокоенный безопасностью Криса, Джеймс просит надзирателя Фэлтона поместить Криса под стражу до слушания по его освобождению, но Фэлтон отказывается. Во дворе тюрьмы Гильермо пытается спровоцировать Джеймса, но тот отказывается драться. Впечатлённый этим, Конрад даёт Джеймсу совет, как стать лучше.
Крис повесился в коридоре, после того, как получил ещё шесть лет заключения. Джеймс нападает на Гильермо и случайно ранит Фэлтона, за что его помещают в одиночную камеру. Позже Джеймс начинает драку во дворе, но Конрад прерывает её и требует от него, чтобы он сохранял спокойствие и ждал слушания по делу об условно-досрочном освобождении.
На слушании Джеймс признаёт, что сожалеет о смерти Криса и своих прошлых решениях. Впоследствии он выходит из тюрьмы и устраивается на работу клерком в мотеле. Однажды ночью приходит старый знакомый и предлагает ему работу, но он отказывается. Придя в магазин Сары, он обнаруживает, что он заколочен. Он идёт в дом Сары, но её отец говорит, что она переехала. Он находит её в новом доме, в котором она живёт со своим женихом. По просьбе Сары он читает ей некоторые из своих стихов. Джеймс продолжает работать и откладывает деньги в конверте с надписью «Нью-Йорк».

## В ролях
- Спенсер Лофранко — Джеймс Бёрнс
- Мэри-Луиз Паркер — Трейси Бёрнс
- Таисса Фармига — Сара
- Винг Рэймс — Конрад
- Джеймс Вудс — лейтенант Марк Фэлтон
- Роза Салазар — Кристал
- Майкл Троттер — Рок
- Бен Розенфилд — Крис Сезарио
- Хайме Гомес — Гильермо
- Кеон Клейтон — Дрю
- Келлин Роджерс — Холли Бёрнс
- Роберт Ф. Чю — менеджер стриптиз-клуба

## Производство

### Разработка
«Джеймси» стал режиссёрским дебютом Тревора Уайта, написавшего сценарий в соавторстве с Лейном Шаджеттом. Фильм основан на истории Джеймса Бёрнса, который изменил свою жизнь после освобождения из тюрьмы. Мария Норман, Уэйн Л. Роджерс, Скотт Медник, Стивен П. Сэйта, Гейлен Уокер и Тим Уайт продюсировали фильм совместно с Star Thrower Entertainment, Synergics Films и Gama Entertainment Partners. Настоящий Джеймс Бёрнс также выступил сопродюсером фильма.

### Кастинг
В феврале 2012 года сообщалось, что к актёрскому составу фильма присоединились Джеймс Вудс, Винг Рэймс и Мэри-Луиз Паркер, а главную роль Джеймса Бёрнса исполнит Спенсер Лофранко. В марте к касту присоединилась Таисса Фармига, сыгравшая второстепенную роль Сары, девушки Джеймса. О кастинге Хайме Гомеса (Taboo из «The Black Eyed Peas») на роль Гильермо стало известно в конце марта 2012 года, когда фильм находился в производстве.

### Съёмки
Основные съёмки фильма проходили в Балтиморе (штат Мэриленд), ориентировочный бюджет составил 5 миллионов долларов. Съёмки начались 5 марта 2012 года и длились примерно пять недель. В конце марта съёмки проходили в Джессапе (штат Мэриленд). Съёмки также происходили в районах Балтимора, Кёртис-Бей и Бруклин, а также в исправительном учреждении Мэриленда. Производство завершилось 4 апреля 2012 года.

## Релиз
В мае 2013 года было объявлено, что Phase 4 Films приобрела права на распространение фильма в Северной Америке. Фильм был выпущен на всех платформах видео по запросу 3 января 2014 года, а затем ограниченным тиражом 17 января. «Джеймси» был выпущен на Blu-ray в США 11 марта 2014 года и на DVD 18 марта.

## Приём
Фильм получил в целом отрицательные отзывы кинокритиков. Веб-сайт агрегатора обзоров Rotten Tomatoes поставил ему рейтинг одобрения 26%, основанный на 19 обзорах, со средневзвешенным значением 5,05 из 10. На Metacritic фильм получил оценку одобрения 29 из 100 на основе 6 рецензий, что указывает на «в целом неблагоприятные отзывы».
Мартин Цай из Los Angeles Times написал: «Суть «Джеймси» — взросление несовершеннолетнего преступника в загоне — следует слишком знакомой траектории: из-за токсичной смеси разбитой семьи и коррумпированных друзей Джеймс Бёрнс (Спенсер Лофранко) уже заработал устройство слежения на своей лодыжке и впечатляющий список преступлений, в которых фигурируют грабежи, вандализм, нападения и хранение огнестрельного оружия». Дэвид Хилтбранд из The Philadelphia Inquirer дал фильму 2,5 звезды из 4, написав: «Для независимого фильма у «Джеймси» есть выдающийся актёрский состав, в том числе Винг Рэймс, Мэри-Луиза Паркер и Джеймс Вудс. Но неизвестный Спенсер Лофранко делает эту суровую хронику, основанную на реальных событиях, такой запоминающейся... Для такого серьёзного уличного фильма в «Джеймси» есть несколько удивительно сентиментальных моментов. Но искупительный финал, хоть и тонкий, но действительно радует». Критик The Hollywood Reporter Джон ДеФоре написал: «Реальная история молодого преступника, который изменил свою жизнь, «Джеймси» Тревора Уайта, очень хочет вдохновлять. Но ничего, что пытается сделать начинающий режиссёр — ни брать звёзд на мелкие роли, ни переворачивать временную шкалу, ни выбирать новичка (Спенсер Лофранко), чья зачёсанная назад причёска напоминает Джеймса Дина (даже если ничто другое не напоминает) — не может удержать историю от ощущения, будто её списали с множества других фильмов о втором шансе. Коммерческие перспективы туманны, несмотря на достойный актёрский состав второго плана».